# Église Saint-Ouen de Rots
Pour les articles homonymes, voir Église Saint-Ouen.
L'église Saint-Ouen de Rots est un édifice catholique qui se dresse sur le territoire de la commune française de Rots, dans le département du Calvados, en région Normandie.
L'église est classée aux monuments historiques.

## Localisation
L'église est située sur la commune de Rots, dans le département français du Calvados.

## Description
L'église est dotée de deux tourelles de façade.

## Protection aux monuments historiques
L'église est classée au titre des monuments historiques par arrêté du 24 avril 1909.